# Femme est la nuit (chanson)
Pour l’article homonyme, voir Femme est la nuit.
Femme est la nuit est une chanson de Dalida sortie en 1977. La chanson est vendue à plus de 150 000 exemplaires en 1977 en France.